# Fabolous
Fabolous, pseudonimo di John David Jackson (Brooklyn, 18 novembre 1977), è un rapper e attore statunitense.

## Biografia
Nel 1998 Fabolous incontra DJ Clue, che si fida del suo giovane talento. Sotto il soprannome di Fabolous Sport pubblica il singolo If They Want It, che viene incluso nel mixtape di DJ Clue dal titolo DJ Clue? The Professional. Questa è la prima collaborazione del rapper con la Def Jam Records, che diviene poi la sua ufficiale etichetta. Poco dopo Fabolous cerca di trovare un'altra casa e firma con la Elektra, dove, con la collaborazione di Nate Dogg, pubblica il singolo Can't Deny It. Il suo album solista d'esordio dal titolo Ghetto Fabolous esce nel 2001 e raggiunge la posizione n.4 nella Billboard 200.
Il suo secondo album, Street Dreams, viene pubblicato nel 2003 e raggiunge sempre la quarta posizione, grazie al successo di due singoli che entrano in top 5: Can't Let You Go con Lil' Mo e Mike Shorey e Into You con Tamia, che campiona e utilizza gran parte dell'omonima canzone del 1998 della cantante canadese.  Nello stesso anno pubblica anche un mixtape che raggiunge la posizione 29 nella Top 200 Billboard. Da qui la sua carriera si divide: da un lato produce mixtape, dall'altro conosce e collabora con star come Mariah Carey e Musiq Soulchild. Agli NBA Live 2003 della EA Sports Fabolous ha collaborato con una canzone alla colonna sonora e nel gioco c'è il suo personaggio.
Nel 2004 esce il suo terzo lavoro, Real Talk, che non solo raggiunge meritatamente la sesta posizione, ma è considerato da molti un flop. Presto Fabolous lascia la Atlantic Records e si unisce di nuovo alla Def Jam. Nel 2005 duetta con Christina Milian al remix del singolo Dip It Low, e la canzone è candidata a un Grammy Award.
Nel 2006 la carriera di Fabolous incappa nelle rivalità accumulate negli anni: ad ottobre qualcuno gli spara a New York, davanti a un ristorante, mentre aspetta il suo entourage. Fortunatamente Fabolous viene solo ferito alla coscia, ma, passando ad un incrocio col semaforo rosso, viene fermato dalla polizia e arrestato per possesso illegale di arma da fuoco.
Nel 2007 Fabolous completa il suo album From Nothin' To Somethin', con l'aiuto di vari artisti tra cui Timbaland, Jazze Pha, Akon e Jermaine Dupri. Secondo lo stesso Fabolous, il titolo del cd significa la voglia di riconciliarsi col suo passato: "Sono passato per situazioni in cui non c'ero mai stato in vita mia" sostiene. "Mi hanno sparato, sono stato arrestato, ho avuto una relazione amorosa. Adesso devo crescere, e sto lavorando duramente".
A Giugno del 2009 è prevista l'uscita del suo quinto album, Loso's Way. Questo nome si avvicina al film Carlito's Way. Fabolous racconterà in quest'album che lui si è sentito proprio come Charlie "Carlito" Brigante.
In un'intervista il rapper ha dichiarato che a fine gennaio uscirà il secondo mixtape con DJ Drama There is No Competition 2:The Funeral Service. La data d'uscita è stata spostata più volte fino ad arrivare al 5 marzo,in una recente intervista ha dichiarato di fare l'ultimo sequel.
La Def Jam ha incaricato il rapper di creare un prequel dell'album, un EP, con tre canzoni nuove e quattro di There Is No Competition 2: The Funeral Service, con un nuovo remix di Body Bag: si tratta di There Is No Competition 2: The Grieving Music EP, mini-album negli stores americani a partire dal 31 agosto 2010.
Fabolous in un'intervista ha dichiarato di voler produrre Loso's Way 2: Rise To Power. All'inizio la data fu stabilita per il 23 novembre 2010 ma il rapper non è riuscito a registrare le canzoni a causa del tour. Loso's Way 2: Rise To Power uscirà nel 2011.
Il 21 aprile 2011 il rapper pubblica The S.O.U.L. Tape, un mixtape contenente canzoni campionate.
Di seguito ha pubblicato il terzo mixtape della saga There Is No Competition con DJ Drama intitolato There is No Competition 3: Death Comes In 3's. Il 24 dicembre a poche ore dalla pubblicazione è stato distribuito il trailer del mixtape diretto dal frequente regista Aristotle.
Nel 2013 Fabolous è pronto a ritornare in scena con il suo nuovo album Loso's Way 2: Rise To Power. Ha pubblicato il primo singolo Ready con Chris Brown prodotto dai The Runners.
Nell'agosto 2014 annuncia il suo sesto album The Young OG Project, che viene pubblicato nel dicembre seguente e al quale partecipano Chris Brown, French Montana, Tish Hyman, Velous e altri.
Nel maggio 2015 pubblica il mixtape Friday Night Freestyles, prodotto da DJ Clue. Gli fa seguito un altro mixtape a novembre dello stesso anno, Summertime Shootout, che vede la partecipazione di The Weeknd, Trey Songz, Nicki Minaj, Bryson Tiller e altri artisti.
Nel novembre 2017 pubblica un album collaborativo con Jadakiss dal titolo Friday on Elm Street. Il disco è anticipato dal singolo Stand Up, realizzato in collaborazione con Future. Oltre a Future, hanno collaborato all'album Swizz Beatz, Teyana Taylor, French Montana, Styles P, Yo Gotti e altri.

## Vita privata
Nel gennaio e nel marzo 2003 Fabolous viene arrestato per possesso di arma non registrata nella sua auto. La sua guardia del corpo mostra più tardi come prova un attestato di possesso dell'arma. Il 17 ottobre 2006, a Manhattan, Fabolous subisce un agguato. La polizia vede il rapper e altri tre uomini accompagnarlo all'ospedale correndo in mezzo al traffico e, durante l'inseguimento, la macchina di Fabolous brucia un semaforo rosso. Fermati, la polizia trova delle armi cariche nell'auto. Fabolous viene poi portato all'ospedale più vicino.
Il 24 febbraio 2009 la polizia dell'Arkansas sequestrò 500 libbre di marijuana dal tour bus di Fabolous mentre stava tornando dall'NBA All-Star Game. Fabolous non era a bordo del bus al momento e non è ancora stato accusato.
In un'intervista a XXL, Fabolous ha rivelato di aver avuto un lungo rapporto sentimentale che ebbe inizio nel 2005. Da tale rapporto è nato un figlio nel febbraio 2008.

## Discografia

### Album in studio
- 2001 – Ghetto Fabolous
- 2003 – Street Dreams
- 2004 – Real Talk
- 2007 – From Nothin' to Somethin'
- 2009 – Loso's Way
- 2014 – The Young OG Project
- 2017 – Friday on Elm Street (con Jadakiss)
- 2019 – Summertime Shootout 3: Coldest Summer Ever

### EP
- 2010 – There Is No Competition 2: The Grieving Music EP
- 2016 – Trappy New Years (con Trey Songz)

### Mixtape
- 2003 – More Street Dreams Pt. 2 - The Mixtape
- 2006 – Loso's Way: Rise To Power (con Dj Clue? e The Street Family)
- 2008 – There is No Competition (con DJ Drama)
- 2010 – There is No Competition 2: The Funeral Service Pt.2 (con DJ Drama)
- 2011 – The S.O.U.L Tape
- 2011 – There Is No Competition 3: Death Comes in 3's
- 2012 – The S.O.U.L. Tape 2
- 2013 – The S.O.U.L. Tape 3
- 2015 – Friday Night Freestyles
- 2015 – Summertime Shootout
- 2016 – Summertime Shootout 2: The Level Up

### Singoli
- 2001 – Can't Deny It (feat. Nate Dogg)
- 2001 – Young'n (Holla Back)
- 2003 – This Is My Party
- 2003 – Can't Let You Go (feat. Lil' Mo & Mike Shorey)
- 2003 – Into You (feat. Tamia)
- 2003 – Make U Mine (feat. Mike Shorey)
- 2004 – Breathe
- 2004 – Tit 4 Tat (feat. Pharrell)
- 2004 – Baby (feat. Mike Shorey)
- 2005 – Get Right (Hip-Hop Remix) (Jennifer Lopez feat. Fabolous)
- 2007 – Diamonds (feat. Young Jeezy)
- 2007 – Make Me Better (feat. Ne-Yo)
- 2007 – Baby Don't Go (feat. Jermaine Dupri)
- 2009 – Throw It in the Bag (feat. The-Dream)
- 2009 – My Time (feat. Jeremih)
- 2009 – Everything, Everyday, Everywhere (feat. Keri Hilson)
- 2010 – You Be Killin' Em
- 2013 – Ready (feat. Chris Brown)
- 2013 – When I Feel Like It (feat. 2 Chainz)
- 2014 – Lituation
- 2017 – Flipmode (feat. Chris Brown & Velous)